# Alpino (F594)
Pour les autres navires du même nom, voir Alpino (navire).
L'Alpino (F594) est une frégate de la sous-classe Carlo Bergamini en service dans la marine italienne. Les navires ont à leur tour été développés par le programme de frégates polyvalentes FREMM.

## Historique
Le 13 décembre 2014, la cérémonie de lancement du navire a lieu dans les usines Fincantieri de La Spezia, en présence de Nicola Latorre, président de la Commission sénatoriale de défense, du chef de la Défense, l'amiral Luigi Binelli Mantelli (en), du chef de l'état-major de la Marine militaire, l'amiral Giuseppe de Giorgi (en), le chef d'état-major de l'armée, le général de corps Claudio Graziano, et divers représentants de la marine italienne,.

## Galerie d'images

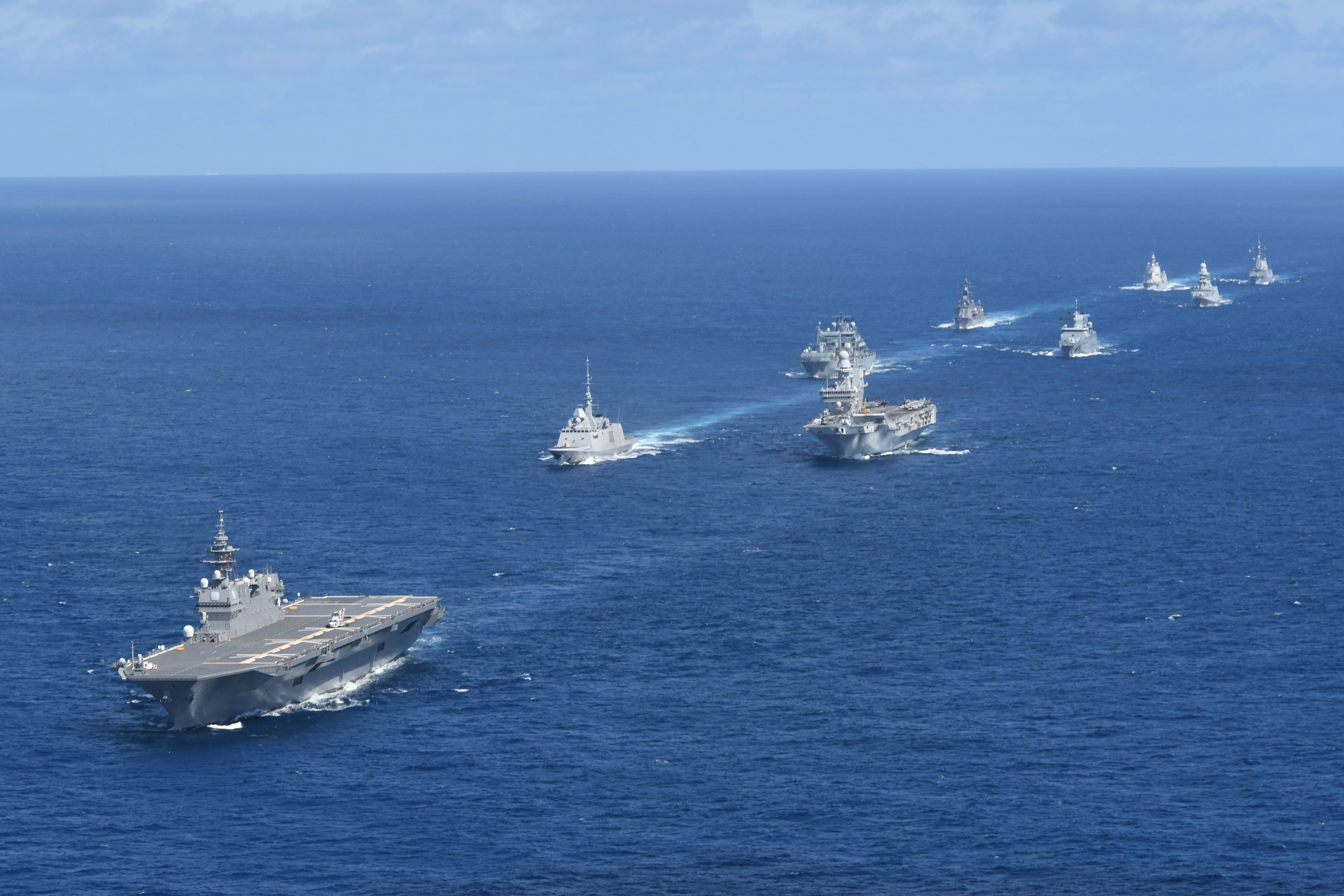
Exercice conjoint Noble Raven 24-3 impliquant les marines australienne, italienne, allemande et française en 2024. L'Alpino se trouve au fond sur la droite[4].
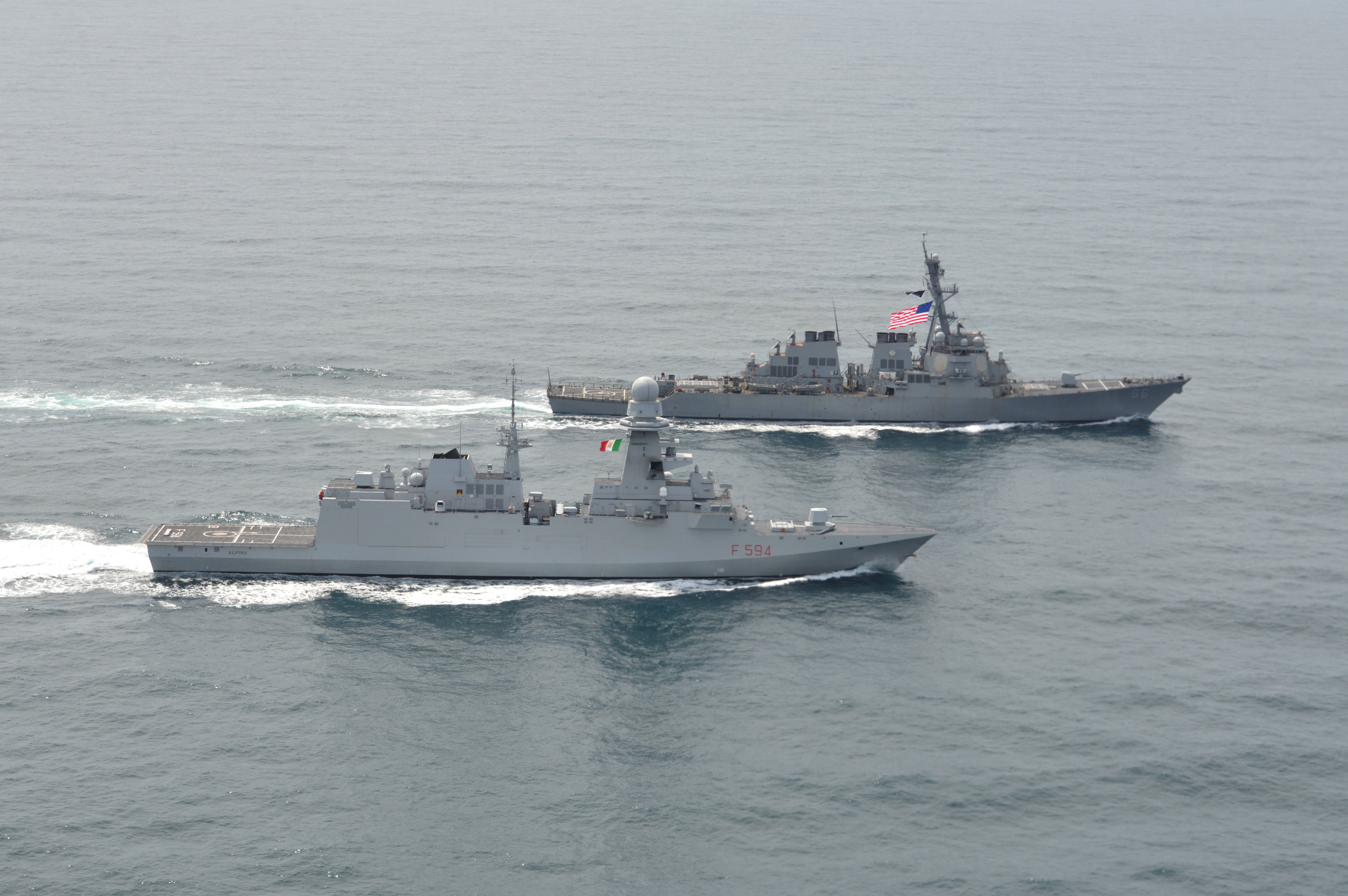
L'Alpino en exercice avec le destroyer américain USS Gonzalez en 2018.
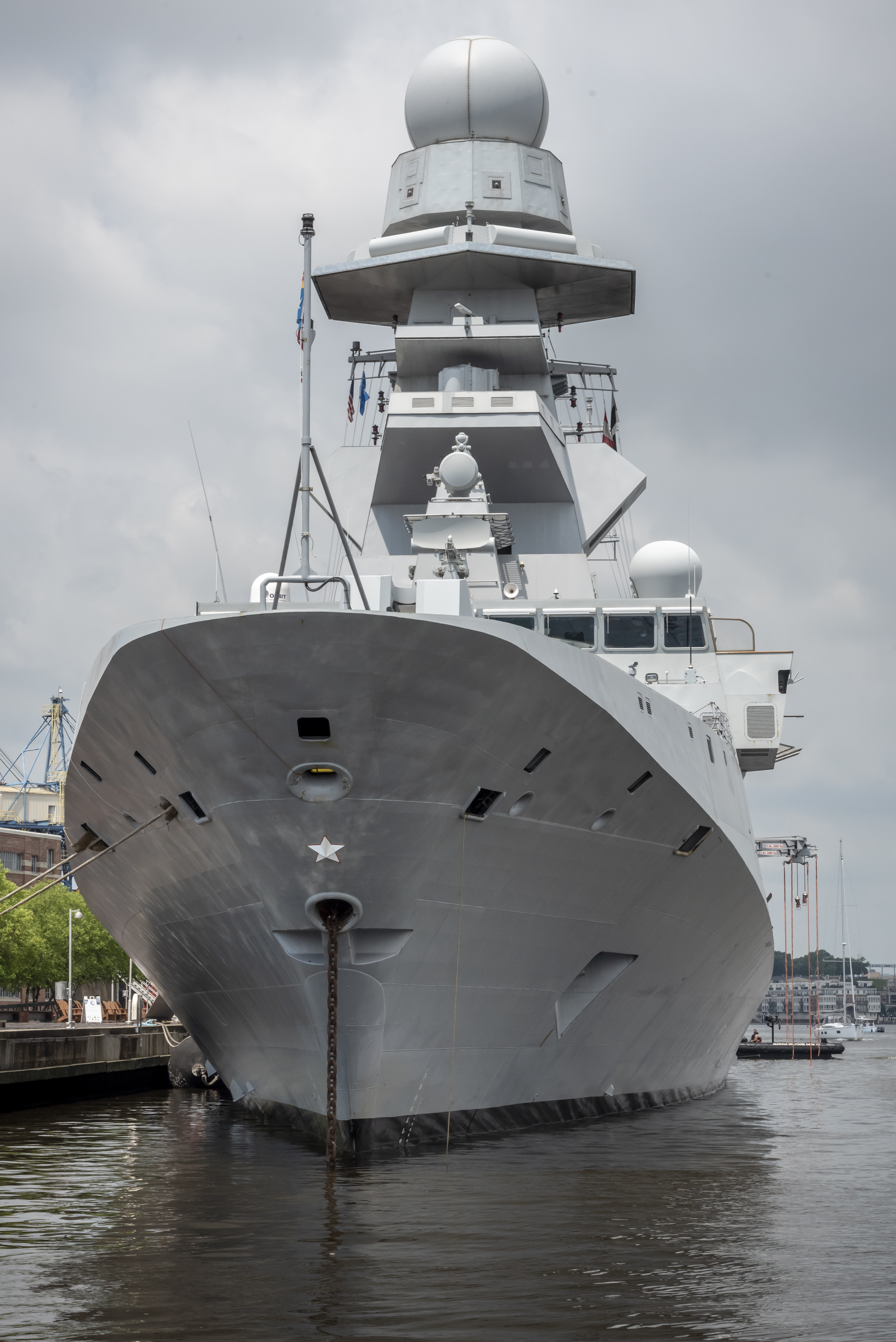
L'Alpino à Baltimore en 2018.
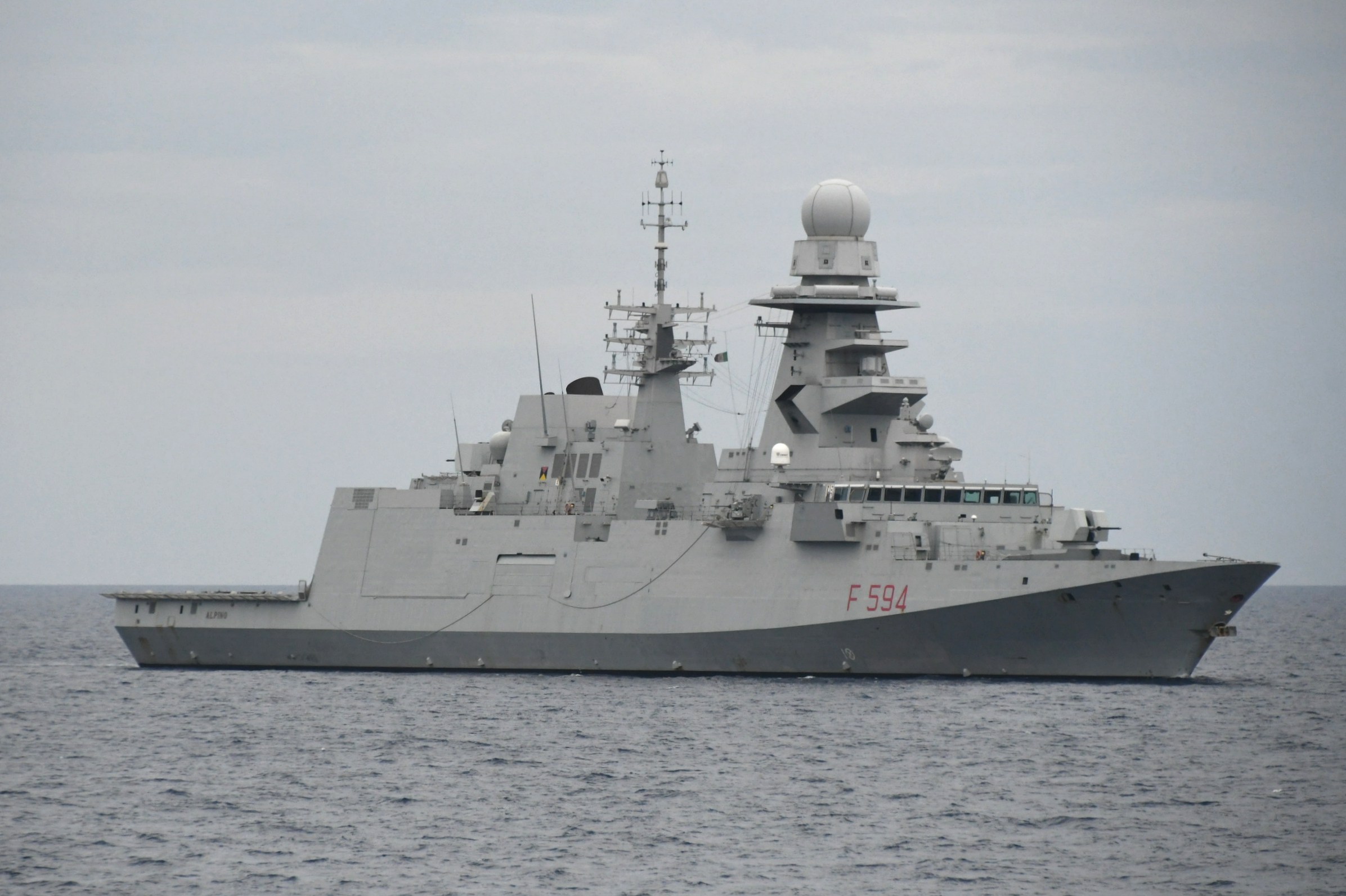
L'Alpino en mer Ionienne en 2023.